# El Djazia
El Djazia (în arabă الجازية) este o comună din provincia Oum El-Bouaghi, Algeria.
Populația comunei este de 3.878 de locuitori (2008).